# Приватний підприємець
Приватні підприємці (також індивідуальні підприємці) — фізичні особи (громадяни України, іноземні громадяни чи особи без громадянства) з повною цивільною дієздатністю, не обмежені законом у правоздатності, які зареєстровані в установленому законом порядку як суб'єкти підприємницької діяльності та безпосередньо виконують таку діяльність (виробляють продукцію, виконують роботи, надають послуги тощо) і несуть відповідальність за своїми зобов'язаннями усім майном, що належить їм на праві власності.
Фізична особа-підприємець (ФОП) — це тип суб'єкта господарювання, яким володіє й управляє одна людина і в яких немає жодних правових відмінностей між власником і бізнесом. Власник отримує весь прибуток (з урахуванням оподаткування) і має необмежену відповідальність за всі збитки і борги. Кожен актив бізнесу перебуває у власності власника і всі борги бізнесу це борги власника. Реєстрація ФОП є обов'язковою умовою щодо здійснення підприємницької діяльності в Україні.
Законодавством встановлено обмеження для певних категорій осіб щодо можливості здійснення ними підприємницької діяльності. Так, не допускається заняття підприємницькою діяльністю таких категорій громадян: військовослужбовців, посадових і службових осіб органів прокуратури, суду, державної безпеки, внутрішніх справ, органів державної влади й управління, покликаних здійснювати контроль за діяльністю підприємств, а також інших осіб, уповноважених здійснювати функції держави.
Індивідуальний підприємець вправі здійснювати будь-яку підприємницьку діяльність, щодо якої законом не встановлено заборони для даної категорії суб'єктів. Індивідуальні підприємці можуть здійснювати підприємницьку діяльність самостійно (без залучення партнерів-підприємців та найманих працівників), спільно з іншими підприємцями (на договірних засадах), без створення юридичної особи чи створюючи юридичну особу (приватне підприємство чи господарське товариство — традиційне, у складі кількох осіб, чи товариство однієї особи). ІП відповідає своїм майном. Це принципова відмінність між юридичними особами та індивідуальними підприємцями. Оскільки ІП використовує все своє майно для ведення підприємницької діяльності, то він і відповідає всім своїм майном за позовами третіх осіб.